# Lucy Shuker
Lucy Shuker (* 28. Mai 1980 in Katar) ist eine britische Rollstuhltennisspielerin.

## Karriere
Lucy Shuker ist seit einem Motorradunfall 2001 auf den Rollstuhl angewiesen und startet seit 2002 in der Klasse der Paraplegiker.
Sie nahm an bisher fünf Paralympischen Spielen teil. 2008 in Peking schied sie sowohl im Einzel als auch im Doppel in der zweiten Runde aus. 2012 in London gelang ihr mit Jordanne Whiley der Gewinn der Bronzemedaille im Doppel. Sie besiegten im letzten Spiel Sakhorn Khanthasit und Chanungarn Techamaneewat. Im Einzel schied sie gegen Jiske Griffioen im Viertelfinale aus. 2016 gewann sie mit Jordanne Whiley ein weiteres Mal Bronze und 2021 die Silbermedaille
Beim Wheelchair Tennis Masters stand Lucy Shuker dreimal im Finale der Doppelkonkurrenz. 2006 unterlag sie mit Korie Homan gegen Esther Vergeer und Jiske Griffioen, 2008 scheiterte sie mit Florence Gravellier abermals an Vergeer und Griffioen. Ihre bislang letzte Finalteilnahme verzeichnete sie 2010 mit Jordanne Whiley, bei der sie Sharon Walraven und Aniek van Koot unterlagen.
In der Weltrangliste erreichte sie ihre besten Platzierungen mit Rang fünf im Einzel am 25. März 2013 sowie mit Rang drei im Doppel am 10. Juni 2013.
Im August 2018 wurde Shuker in den neugegründeten Spielerrat (ITF Wheelchair Tennis Player Council) der ITF gewählt, der am 1. Januar 2019 seine Arbeit aufnahm. Sie wurde für eine zweite (2021–2022) und dritte (2023–2024) Amtszeit wiedergewählt. Der Spielerrat vertritt die Interessen der Spielerinnen und Spieler und berät die ITF in Fragen der Regularien.